# Johan Starbus

Porträtt av Katarina Opalinski målat av Starbus

Johan Starbus (Jean Starbusch, Starbust), född 20 mars 1679 i Amsterdam, död 10 februari 1724 i Stockholm, var en nederländsk-svensk porträtt- och miniatyrmålare.
Han var son till hovpistolmakaren Pieter Starbus och Maria Coster och från 1711 gift med barnmorskan Catharina Böttiger. Starbus kom med sin far till Stockholm 1687 och sattes i målarlära hos Martin Mijtens och var från 1696 elev till David von Krafft och därefter medhjälpare till Jacques Foucquet vid dekorationsmålningarna av Karl XI:s paradvåning på Stockholms slott. Det berättas att det var han som räddade kungens lik som då stod på lit de parade, under den stora slottsbranden 1697 från att förtäras av lågorna. Han befann sig nämligen i ett angränsade rum sysselsatt med att restaurera en takmålning, då elden bröt. Han fick följa med Foucquet på dennes resa till Tyskland och Italien 1702 och fortsatte sedan ensam till Paris där han avslutade sina studier. Det finns få uppgifter om hans levnad efter återkomsten till Sverige 1706 men man vet att han tillhörde den lilla krets av andrahandskonstnärer kring Kraft och att han stannade kvar i landet under den stora ofreden som innebar mindre arbetstillfällen. Han försörjde sig på de blygsamma porträttbeställningar han fick från hovet och aristokratin i Stockholm. Hans mest anmärkningsvärda uppdrag var då han på Hedvig Eleonoras beställning avbildande det polska exilhovets medlemmar som var internerade i Kristianstad. Han kallades 1717 till Karl XII:s högkvarter i Lund för att hjälpa Krafft att måla av kungen och hans generaler. Utan framgång ansökte han 1717 om tjänsten som efterträdare till hovminiatyrmålaren Elias Brenner. Det kan vara svårt att ur det stora antal porträtt som målades vid Kraffts verkstad skilja självständiga arbeten från Starbus men vissa porträtt är dock signerade J Starbus eller Jaen Starbus. Han är uteslutande känd som porträttmålare i stora format men målade i den tidens smak även miniatyrer. Starbus är representerad vid Gripsholm, Drottningholm, Kalmar slott, Skokloster, Vibyholmssamlingen, Nationalmuseum, Sinebrychoffska samlingen i Helsingfors och Socialstyrelsen